# 横田エイジ
横田 エイジ（よこた えいじ、1961年10月16日 - ）は、日本の俳優。東京都出身。身長182cm、体重68kg。明治学院大学卒。プロダクション・タンク所属。以前はシェイクスピア・シアター、劇団状況座に所属していた。

## 出演

### 映画
- 洗濯機は俺にまかせろ（1999年）
- 雨あがる（2000年）
- しあわせ家族計画（2001年）
- 13階段（2003年） - 青木刑務官 役
- 不撓不屈（2006年）

### テレビドラマ
NHK
- 照柿（1995年）
- 秀吉（1996年）
- ある日、嵐のように（2001年）
- 利家とまつ〜加賀百万石物語〜（2002年） - 木村一 役
- 鬼太郎が見た玉砕 〜水木しげるの戦争〜（2007年）
- 刑事 ※放送時期不明

日本テレビ系列
- 87% 第9話「涙の告白と別れ…新たなる一歩」・第10話（最終回）「今日を生きる明日を生きたい」（2005年）

TBS系列
- 今夜ひとりのベッドで 第6話「危険な夜の密会」（2005年）
- スイッチを押すとき（2006年、MBS）
- ウルトラマンネクサス（2004年 - 2005年、CBC） - 防護服の男 役
  - 第1話「夜襲 - ナイトレイド -」（2004年）
  - 第21話「受難 - サクリファイス -」（2005年）
  - 第22話「安息 - キュア -」（2005年）

フジテレビ系列
- この愛に生きて 第7話「君を守りたい!」（1994年）
- 二千年の恋 第9話「愛と生を賭けた戦いの始まり」（2000年）
- 花村大介 第2話「ウソの写真 手錠の謎」（2000年）
- 出会いのストーリー（2002年）
- 事件記者 〜警視庁記者クラブ〜（2008年）

テレビ朝日系列
- はみだし刑事情熱系シリーズ
  - PART1 第22話（最終回スペシャル）「広域殺人! 記憶喪失の女」（1997年）
  - PART4 第1話「東京〜函館 謎の連続殺人! ついに訪れた告白の瞬間!?」（1999年）
- 魔法戦隊マジレンジャー 第8話（2005年）
- 相棒 season5 第1話「杉下右京 最初の事件」（2006年10月11日） - 里中邦明 役
- 京都南署鑑識ファイル4 老舗料亭 〜密室連続殺人!!（2009年）

### その他
- イヴの原罪
- 心ゆさぶれ!先輩ROCK YOU
- 美の巨人たち
- 報道の日2011 〜震災〜（2011年）

### Vシネマ
- 仁義16 裏切りの銃弾（1998年）

### 舞台
- 愛の乞食
- アカシアの雨にうたれて
- 榎本武揚
- から騒ぎ
- ジャガーの眼
- 少女仮面
- 少女都市からの呼び声
- 唐版風の又三郎
- ねじの回転
- 柱の疵
- ベンガルの虎
- ヘンリー4世
- リア王

### ラジオ
- TokYo,Boy

### CM
- 小田急ロマンスカー

### プロモーションビデオ
- 火災原因調査
- 金融機関防犯対策
- 国税庁
- 藤沢薬品工業